# 김지숙 (가수)
김지숙(한국 한자: 金智淑,, 1990년 7월 18일 ~ )은 과거 DSP 미디어 소속의 7인조 걸 그룹 레인보우의 리드보컬을 담당했다. 고등학교 시절 록밴드에서 활동했으며, 수원시 종합예술제에서 노래로 최우수상을 받은 경력이 있다. 고등학교 시절 실용음악학원에서 카라 전 멤버인 김성희의 추천으로 레인보우에 합류하였다.

## 학력
- 창현고등학교 (졸업)
- 한양여자대학교 실용음악과 전문학사 (졸업)

## 음반

### OST
| 방송국 | 앨범 정보                   | 발매일           | 가수           | 수록곡                    |
| ------ | --------------------------- | ---------------- | -------------- | ------------------------- |
| KBS    | 비밀 OST                    | 2013년 11월 14일 | 김지숙         | - 비밀의 문               |
| tvN    | 아이러브 이태리 OST         | 2012년 6월 19일  | 김지숙, 민훈기 | - 우리 사랑 할까요        |
| KBS    | 아이언맨 OST                | 2014년 10월 2일  | 김지숙, 조현영 | - 사랑해요                |
| JTBC   | 우리가 사랑할 수 있을까 OST | 2014년 1월 27일  | 김지숙         | - My Hero                 |
| -      | 뮤지컬 국화꽃향기 OST       | 2014년 10월 15일 | 김지숙         | - 오리온 자리 (지숙 Ver.) |

### 콜라보레이션
| 앨범 정보 | 발매일           | 가수           | 수록곡                                                                  |
| --------- | ---------------- | -------------- | ----------------------------------------------------------------------- |
| 시들어    | 2016년 10월 27일 | 김지숙, 오종혁 | 1. 시들어 2. 시들어 (오종혁 Duet With U) 3. 시들어 (김지숙 Duet With U) |
| 배시시    | 2017년 8월 24일  | 김지숙, 정일훈 | 1. 배시시 2. 배시시 (Inst.)                                             |

## 방송 활동
- Y-STAR 《순발력(순위를 발견하는 힘)》MC
- SBS 《강심장》 - 고정 패널
- KBS2 《연예가중계》 - 리포터
- JTBC 《게임의 제왕》
- MBC EVERY1 《100인의 선택 - 최고 라면》 - 고정 패널
- SBS 《영재발굴단》 - 고정 패널
- Onstyle 《프리티 어벤져스》
- MBC 《마이 리틀 텔레비전》 - 출연자
- MBC 《나 혼자 산다》(2016.6.3)
- JTBC2 《송지효의 뷰티뷰》 - 게스트
- MBC 《미스터리 음악쇼 복면가왕》 - 노래가 콸콸콸 내 마음의 오아시스 (참가자)
- MBC 뮤직 《아이돌 투어》 - MC
- 채널A 《개밥 주는 남자》 - 게스트
- 한국낚시채널 《釣仙美女三銃士》
- JTBC 《차이나는 클라스》 (2017년)
- KBS1 《거리의 만찬》 (2019년)
- MBC 《생방송 행복드림 로또 6/45》 - 889회 게스트
- MBC 《부러우면 지는거다》 (2020년)

## 드라마
- KBS2 《이미테이션》 - 은진 역

## 수상 경력
- 수원시 종합예술제 노래부문 최우수상[2]

## 홍보대사
- 2015년 경기도지방경찰청 (현 경기도남부지방경찰청) 홍보대사[4]